# Маргилан
Маргила́н (узб. Marg‘ilon / Марғилон) — город в Ферганской области Узбекистана.
Маргилан расположен в Ферганской долине, рядом с городом Фергана (примерно в 15 км) и недалеко от границы с Кыргызстаном. Население — 246 700 человек (2023).
Известен как один из древнейших центров шёлкоткачества на Великом шёлковом пути. Практика Маргиланского центра развития ремёсел по изготовлению абровых тканей (атлас и адрас) традиционным способом включена в 2017 году «Список шедевров устного и нематериального культурного наследия человечества».

## Этимология
В основе названия таджикское «Марғ» — «луг, лужайка, поляна» «зеленая трава», «зеленая низменность») и древнеиранского суффикса «Лон» («местность»). При слиянии этих двух слов получается «Марғилон» — «зеленая местность».

## История

### В древности
Существует легенда о появлении названия города, связанная с нашествием Александра Македонского. Местные жители, узнав о намерении Александра посетить их город, приготовили для него красную дорожку. Один из старейшин города предложил встретить гостя курицей и хлебом. После застолья Александр Македонский спросил, как называется блюдо. Ему ответили: «Мурджинон», что означает «курица и хлеб». На обратном пути он снова попробовал это блюдо, а потом назвал это место «Мурджинон». С тех пор город носит название Маргилан
Маргилан является одним из древних городов Ферганской долины. В 1994—2004 годах в городе работали сотрудники института археологии Узбекистана, выявившие существование орошаемого земледелия в Маргиланском оазисе со времени не позднее IV—III веков до н. э.
Поселение возникло во II—I веках до н. э., когда одна из дорог Великого шёлкового пути пролегла через Фергану. В источниках поселение известно с IX века. Название Маргилан известно с X века. И мазар стал называться в честь Пошшо Искандара Зулькарнайна (в местном произношении — Зуль-кайнар) — царя Александра Двурогого.

### В средние века
Среднеазиатский, узбекский и советский путешественник, писатель, переводчик-полиглот, историк и джадидист Исхокхон Ибрат (настоящее имя — Исхокхон Тура Джунайдулло-ходжа оглы) в своей исторической книге «История Ферганы» («Тарихи Фаргона») 1916 года относит Маргилан к древним городам Ферганы.
Время основания и название города автор связывает с переселенцами из Персии и датирует 833 годом, то есть IX веком. Согласно археологическим исследованиям, в Маргилане с IX века широко распространилось ремесленничество. Другая версия о происхождении названия города «Маргилон», образованного на месте нескольких поселений прибывшими сюда жителями Гилянской долины, которые у себя на родине занимались шелководством, возможно, более правдоподобна.
По его Бабура, в XV веке население Ферганской долины состояло из тюрков и сартов. Жителей Маргелана, Соха, Ришдана, Исфары и Канибадама Бабур относил к сартам, а Андижана и его окрестностей — к тюркам.
В своей книге «Бабу́р-наме́» он пишет:
Ещё один город — Маргинан, к западу от Андиджана, в 7 йигачах пути. Это хороший город, полный всякой благодати. Гранаты и урюк там обильны и хороши. Есть один сорт граната, который называют донакалан. В его сладости чувствуется лёгкий приятный кислый привкус абрикоса. Этим гранатам можно отдать предпочтение перед семнанскими гранатами.
Имеется там еще сорт урюка, из которого вынимают косточки, а вместо них кладут внутрь плода ядрышки и сушат. Называют его субхани, он очень вкусный. Дичь там хорошая, белые кийики попадаются близко. Жители Маргинана — сарты. Это драчливый и беспокойный народ. Обычай драться на кулаках распространён в Мавераннахре. Большинство знаменитых кулачных бойцов в Самарканде и в Бухаре — маргинанцы. Автор Хидаи — уроженец селения маргинанской области, называемого Ришдан.
При Саманидах (IX—X века) Маргилан был небольшим городом. Через него проходил только один торговый путь, который шёл по южной Фергане. В письменных источниках он упоминается как Маргинан.
После угасания под влиянием местных причин таких крупных городов, как Кува и Риштан, в XI веке положение дел меняется.
Процветанию Маргилана способствовало то, что он находился на перекрёстке Великого шёлкового пути, идущего с Запада на Восток. После Ходжента он разветвлялся на 2 дороги — северную и южную. Южный путь после Канибадама шёл в горнорудный район Сох и далее, через Хайдаркан, в Охна, Кадамжой и, наконец, в Маргилан. Северный путь после города Ахсикента (Ахсикета) снова делился на 2: один шёл через «Миян рудан» («икки сув ораси», Нарын и Карадарью) в Узгенд, 2-й — в Маргилан.
В этот период город растёт территориально за счет рабада. Интенсивно развиваются все виды ремёсел. И в результате Маргилан/Маргинан в XI—XII веках стал одним из столичных городов Ферганы и имел свой монетный двор, где чеканились монеты от имени наместника Караханидского государства.
Российский востоковед, академик В.В. Бартольд в своих исследованиях указал:
Бывали случаи разрушения города во время военных действий. Кроме того, под влиянием местных причин город мог обратиться в село, а село — в город.В Фергане Маргинан в X веке был небольшим городом, а в XII веке причислялся к «известным городам», тогда как Риштан, бывший в X веке городом более значительным, чем Маргинан, сделался деревней в окрестностях Маргинана.
Исламский богослов, представитель суфизма, шейх учения Накшбанди Махдуми Аъзам считал богоизбранного святого Бурхануддин аль-Маргинани своим духовным наставником. Аъзам несколько раз посещал его родину — квартал Дахбед в Риштане.
Средневековые ученые, исламские богословы и законоведы-факихи Маргилана — Абдул-азиз ибн Абдураззок ибн Абу Наср ибн Жаъфар ибн Сулаймон Маргиноний (1084 год), Абу Мухаммад Умар ал-Кандобий ал-Маргиноний (1093 год), Али ибн Абу Бакр Маргиноний (1197 год), Абу Хафс Низомиддин Умар Маргиноний (1203 год), Абул Махосан Захриддин ал-Хасан ибн Али ибн Абдулазиз Маргиноний (1203 год), Абул Хасан Захириддин Али ибн Абдул-азиз ва Шамсул аимма Махмуд Абу Шандий (1112 год), Хасан ибн Али Захириддин ал-Кабир лакаби Абул Махосиндир, Бурхониддин Махмуд ибн ас-Садр ас-Саъид Тож ад-Дин Ахмад ибн ас-Садр ал-Кабир Абдал-азиз ибн Умар ибн Муаз ал-Бухори ал-Маргиноний (наставник Бурхониддина ал-Маргиноний).

### В составе Кокандского ханства
С 1710 по 1876 годы Маргилан входил в состав Кокандского ханства и был центром бекства. В октябре 1858 года войска Малла-хана разгромили войска Худояр-хана в в битве при Саманчи.
Летом 1862 года возле Маргилана произошли такие события как в Саманчи и истребление ополчения в Яккатуте. В апреле 1863 года во время гражданской войны в Кокандском ханстве город был взят в осаду и захвачен войсками Алимкула.

### В составе Российской империи
В 1875 году после завоевания Кокандского ханства город вошёл в состав Российской империи (см. Среднеазиатские владения Российской империи).
Во времена Российской империи официальными названиями города были Маргелан или Старый Маргелан (для отличия от Нового Маргелана).
В 2007 году был торжественно отмечен 2000-летний юбилей города.

## География
Маргилан расположен на юго-востоке Ферганской долины, в предгорьях Алайского хребта, в 9 км к северо-западу от областного центра — города Фергана. Имеется железнодорожная станция на линии Андижан — Коканд.

## Население

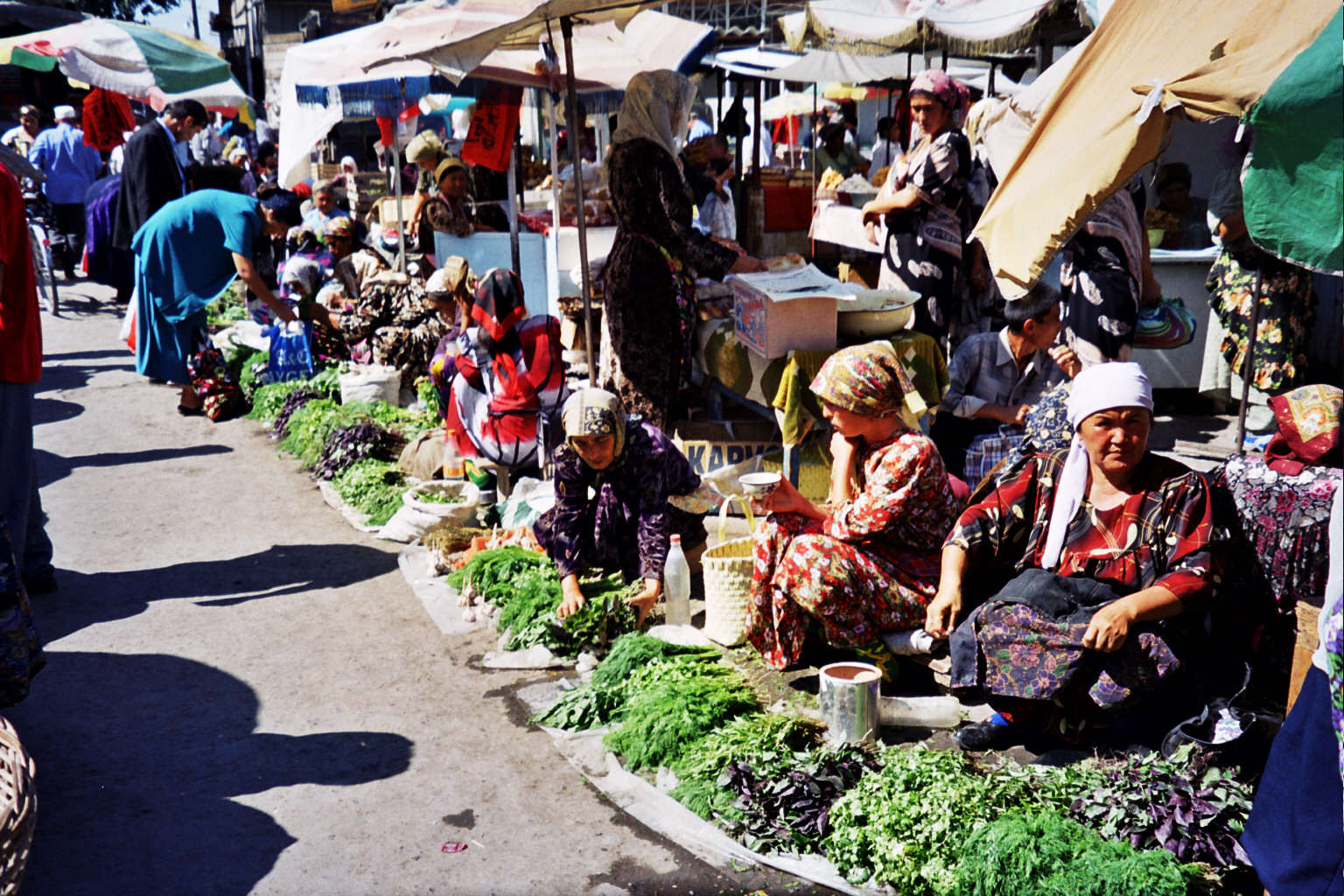

Маргилан является одним из трёх крупных городов Ферганской области наряду с Ферганой и Кокандом. В городе живут представители более 30 национальностей.
По состоянию на 1 января 2014 года, численность населения составляет 215 400 жителей
| Год                | 1897   | 1926   | 1959   | 1970   | 1973    | 1991    | 1999    | 2014    | 2023    |
| Население, человек | 36 500 | 44 000 | 68 000 | 95 000 | 106 000 | 125 000 | 143 600 | 215 400 | 246 700 |

Маргелан, согласно всеобщей переписи населения Российской империи, проведённой 28 января (9 февраля) 1897 года путём непосредственного опроса всего населения на одну и ту же дату, в соответствии с Высочайше утверждённым в 1895 году «Положением о Первой всеобщей переписи населения Российской Империи» был одним из крупных городов Средней Азии.
| Уезд (город)       | Всего   | сарты   | киргизы | тюрки  | таджики | узбеки | русские | кашгарцы | евреи | поляки | татары | немцы | армяне | цыгане |
| ------------------ | ------- | ------- | ------- | ------ | ------- | ------ | ------- | -------- | ----- | ------ | ------ | ----- | ------ | ------ |
| Маргеланский уезд  | 321 860 | 202 730 | 43 717  | 38 353 | 15 189  | 8 355  | 4 711   | 4 696    | 844   | 729    | 198    | 160   | 51     | 18     |
| г. Старый Маргелан | 36 490  | 35 645  | 20      | 4      | 3       | -      | 98      | 33       | 652   | 1      | 7      | -     | 2      | -      |

## Экономика

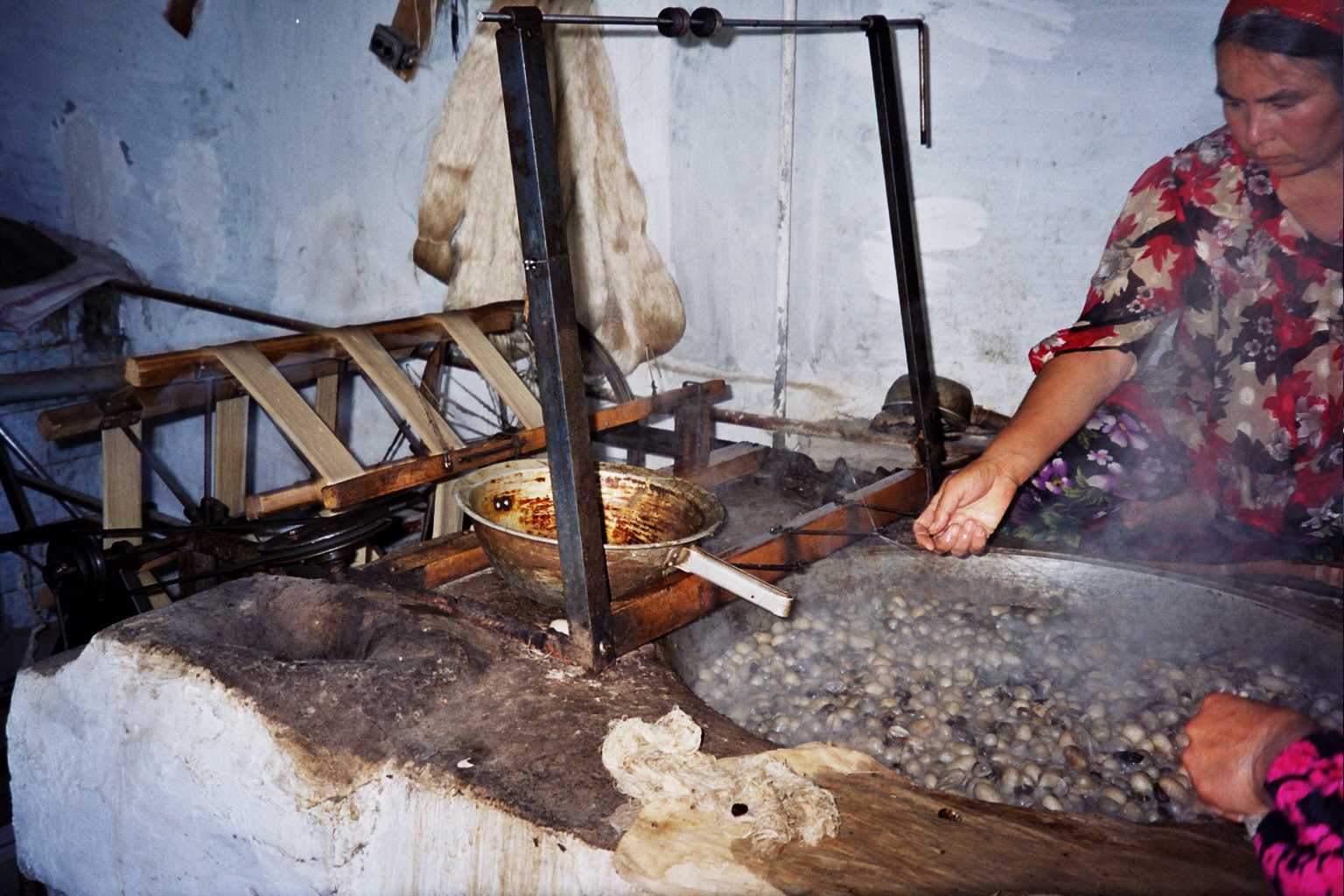
Фабрика «Ёдгорлик»

С 1972 года работает фабрика «Ёдгорлик» — самая большая фабрика по производству шелковых изделий ручной выделки в Узбекистане.
Экономика города сконцентрирована, в основном, на крупном оптовом вещевом базаре и продуктовом рынке. Очень развит частный сектор. Жители города, в основном, заняты куплей-продажей и ремеслом, многие работают в государственных учреждениях.
В годы советской власти в городе построили шёлковый комбинат, художественно-швейную фабрику, ремонтно-механический, трактороремонтный, деревообрабатывающий, чугунолитейный и молочный заводы.
В Маргилане действуют текстильные фабрики «Оршах текстиль» (СП с Турцией), «Осиё Текс», фирма «Атлас», трактороремонтный и хлебобулочный заводы, деревообрабатывающие цеха и т. д.

## Культура

### Абровые ткани

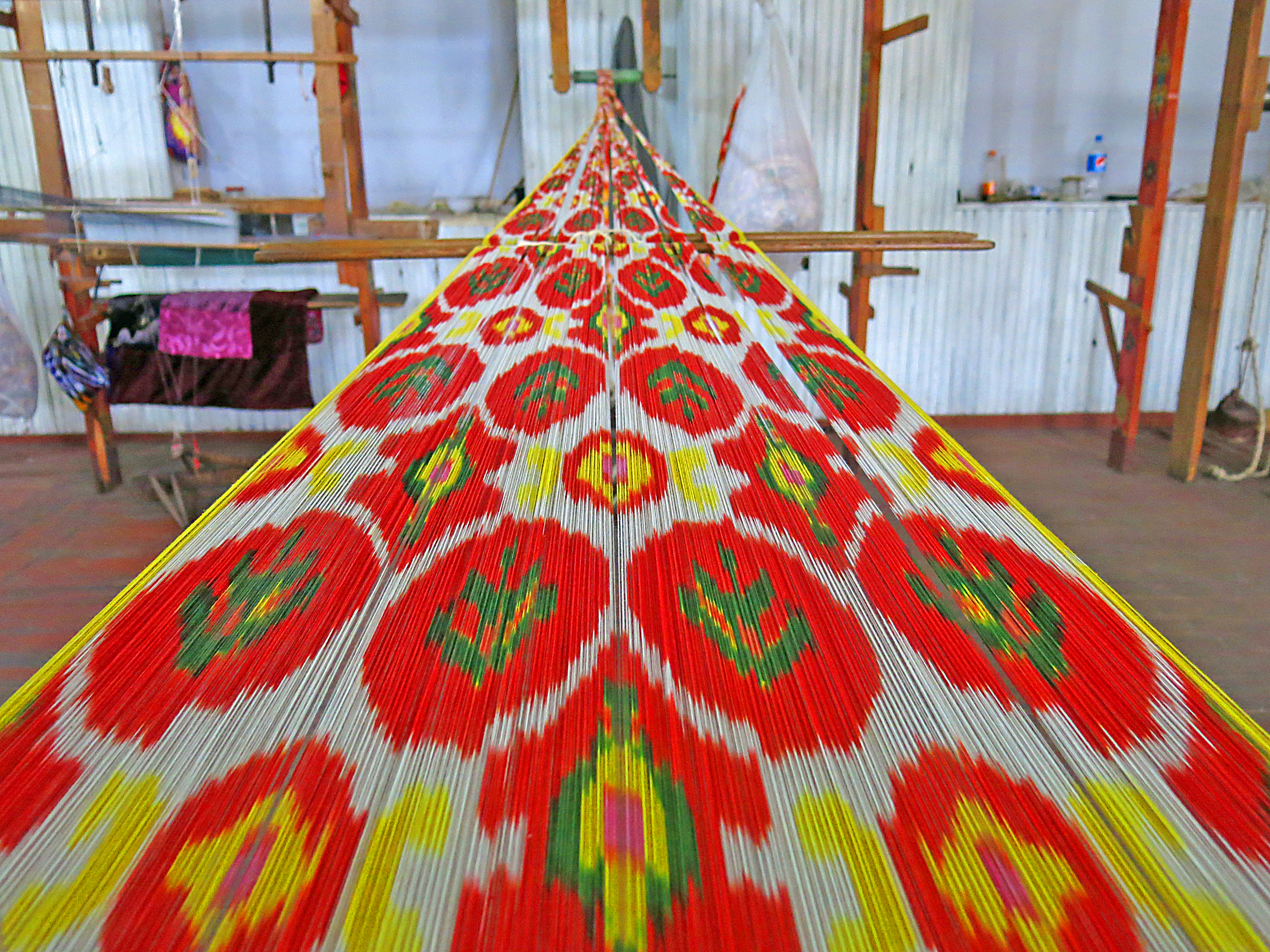
Производство абровой ткани хан-атлас на фабрике «Ёдгорлик», 2018 год

Маргилан с древности является центром историческим центром изготовления атласа и адраса — натуральных тканей с абровым рисунком. Чтобы возродить и сохранить исчезающие традиции, в 2007 году в Маргилане открыли Центр развития ремесел. Его сотрудники проводят занятия, выставки и ремесленные ярмарки для желающих ознакомиться с древним ремеслом, а также публикуют руководства, посвященные сохранению традиционной технологии.
Практика Маргиланского центра развития ремёсел по изготовлению атласа и адраса традиционным способом включена в 2017 году «Список шедевров устного и нематериального культурного наследия человечества».

### Достопримечательности

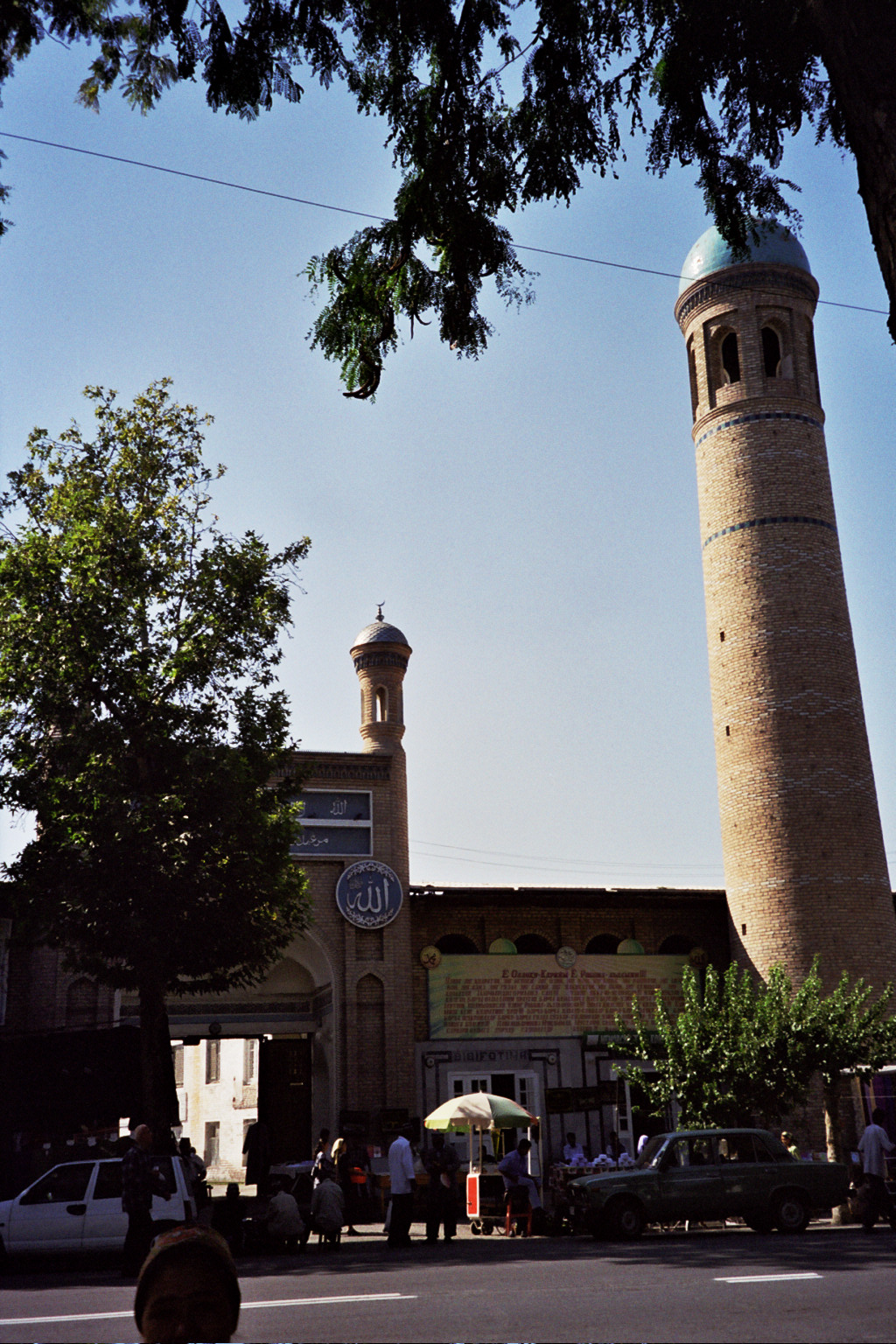
Мечеть Хонакох (XVI век)

- комплекс Пир Сиддик[19] (середина XVIII века),
- Мавзолей Ходжа Магиз[20] (XVIII век),
- Мечеть Чакар[21],
- Медресе Саид Ахмад-ходжа (XIX век),
- Мечеть Хонакох (XVI век),
- Мечеть Торон-базар (XIX век)[6],
- Мемориальный комплекс Бурханиддин аль-Маргилани, возведённый в честь известного исламского учёного,
- Памятник погибшим в годы Великой Отечественной войны[22].

## Хокимы
1. Ахатов Неъматилло Асатович,
2. Рахматуллаев Насибулло (до 29 мая 2008),
3. Маматов Илхом (с 29 мая 2008),
4. Эркабоев Шавкат Шакирович (2012—2016)[23]
5. Мирзохид Убайдуллаев (2016 по 4 апреля 2020 года)[24]
6. Адхам Зиявутдинов Тохтасинович (с 4 апреля 2020 по27 июля 2023)[25]
7. Шукруллохон Нисбатхонов Холматхонович (с 11 августа 2023)[26]